# نشان گاراکهیان

نشان گاراکهیان (ارمنی: Նշան Գարաքեհեյան؛ انگلیسی: Nechan Karakéhéyan؛ زادهٔ ۱۷ آوریل ۱۹۳۲ - درگذشته ۱۵ فوریهٔ ۲۰۲۱) و کشیش کاتولیک ارمنی‌تبار اهل یونان بود.

## زندگی‌نامه
وی در ۱۷ آوریل ۱۹۳۲ در پیرئاس به دنیا آمد . وی در ۱۵ فوریهٔ ۲۰۲۱ در سن ۸۸ سالگی در ایروان درگذشت